# Haselhof (Wüstung)

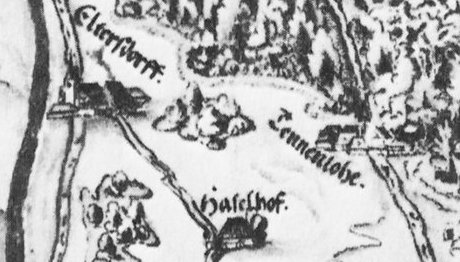
Der Haselhof auf einer Karte aus dem Jahr 1623, auf Grundlage eines 1563 angefertigten Kupferstichs.

Der Haselhof ist eine Wüstung auf dem heutigen Gebiet der mittelfränkischen Stadt Erlangen. Der ehemalige Einödhof befand sich zwischen den Ortsteilen Tennenlohe und Eltersdorf sowie dem Nürnberger Stadtteil Kleingründlach.

## Geschichte

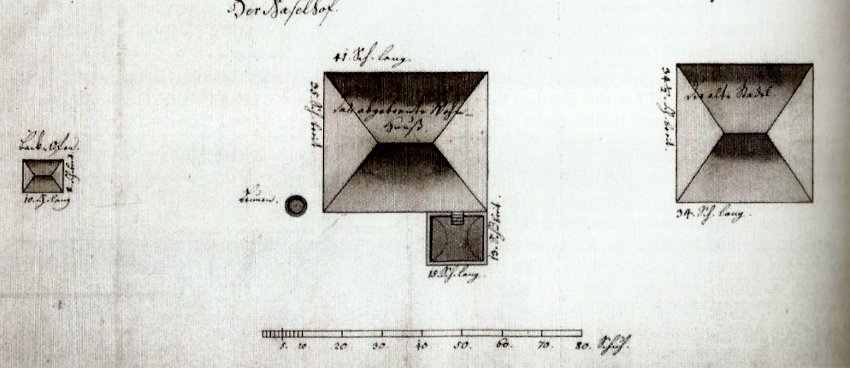
Die einzige detaillierte Darstellung des Haselhofs ist ein Grundriss aus dem Jahr 1783, der in der Mitte das im gleichen Jahr abgebrannte Wohnhaus zeigt.

Der 1389 erstmals erwähnte Haselhof unterstand zunächst der Grundherrschaft des Heilig-Geist-Spitals der Reichsstadt Nürnberg. Laut Besitzerliste betrug die jährliche Gült in den Jahren 1431 bis 1583 „6 Sümer Korn, 12 Käse à 6 d, 1 Fastnachtshenne“. Während des Zweiten Markgrafenkrieges (1552–1555) wurden die umliegenden Dörfer stark verwüstet, wahrscheinlich auch der Haselhof. 1560/61 wurden die Bewohner des Guts nach Tennenlohe eingepfarrt.
Am 19. August 1584 ging die Grundherrschaft an die Patrizierfamilie Geuder von Heroldsberg über. 1621 plünderten bayerische Truppen und kaiserliche Soldaten Ferdinands II. die umliegenden Orte. Im weiteren Verlauf des Dreißigjährigen Krieges (1618–1648) fiel ein großer Teil der Bevölkerung in der Region der Pest und weiteren Kriegshandlungen zum Opfer. 1638 schrieb der Eltersdorfer Pfarrer während seines Exils in Nürnberg: „[…] habe in Eltersdorf nichts mehr verrichten können, weil die Leute durch die durchstreifenden Soldaten gar zerstreut, das ganze Dorf oede geworden und ganz unbewohnt geblieben ist […]“. Der Wiederaufbau der Ortschaften war erst um das Jahr 1700 weitgehend abgeschlossen. 1778 beschrieb das Obervogtamt in Baiersdorf den Haselhof als „Bauernhof, […] dem Erbförster Gabriel Geiger eigentümlich, darauf ein ziemliches Wohnhaus, Bestand-Zins-Wohnungen, Stadel und Stallung“.
Nachdem in der Nacht vom 7. auf den 8. April 1783 das Wohnhaus des Haselhofs abbrannte, wurde der Hof nach Tennenlohe (heute Gründlacher Straße 17) verlegt. Die verbliebenen Gebäude des alten Hofes wurden bis auf die Grundmauern abgetragen. Der Revierförster Johann Gabriel Geiger, der das Gut 1786 von seinen Geschwistern erworben hatte, verkaufte 1816 die einst zum Haselhof gehörigen Wiesen und Felder an Eltersdorfer und Tennenloher Landwirte.
Bis zu einem Zufallsfund im Jahr 1985, bei dem einige Steine der Grundmauern entdeckt wurden, war der genaue Standort des Haselhofs in Vergessenheit geraten. Heute erinnern noch der Flurname Haselhoffelder sowie die 1972 benannte Haselhofstraße im Erlanger Stadtteil Tennenlohe an den ehemaligen Gutshof.